# Os esponjós
L'os esponjós, sinònim d'os trabecular , és un dels dos tipus de teixit ossi que constitueixen els ossos. En comparació amb l'os cortical, que és l'altre tipus de teixit ossi, té una major superfície, però és menys dens, més suau, més feble, i menys rígid. Es troba normalment en els extrems dels ossos llargs, prop de les articulacions i a l'interior de les vèrtebres. L'os esponjós és altament vascular i freqüentment conté medul·la òssia vermella on té lloc l'hematopoesi (la producció de cèl·lules sanguínies). La unitat primària anatòmica i funcional de l'os esponjós és la trabècula.
El seu nom en llatí és substantia spongiosa o substantia spongiosa ossium. Les paraules esponjós  i  trabecular es refereixen a la petita xarxa en forma d'espícules que formen el teixit La primera vegada que es va il·lustrar amb precisió va ser en els gravats del valencià Crisòstom Martínez al segle xvii.
L'os esponjós té una major àrea superficial en comparació amb l'os cortical, i com a conseqüència l'os esponjós és ideal per a l'activitat metabòlica (p.e.:l'intercanvi d'ions de calci).
En cas d'osteoporosi, l'os esponjós es veu més afectat que l'os cortical.